# Ordine di Nachimov
L'Ordine di Nachimov (in russo Орден Нахимова?, Orden Nachimova) è un'onorificenza dell'Unione Sovietica mantenuta dalla Federazione Russa dopo lo scioglimento dell'Unione.
L'Ordine di Nachimov è stata un'onorificenza della Marina Sovietica, ed è attualmente un'onorificenza della Marina militare della Federazione Russa, istituita in memoria di Pavel Stepanovič Nachimov, che è stato fra i più famosi ammiragli della storia navale russa, ricordato come comandante della flotta e delle truppe russe nell'Assedio di Sebastopoli, in occasione del quale trovò la morte, durante la Guerra di Crimea.
Dopo lo scioglimento dell'Unione Sovietica, l'Ordine venne mantenuto dalla Federazione Russa ed abolito in seguito, il 7 settembre 2010, per essere sostituito da un ordine omonimo.

## Classi
L'Ordine, articolato in due classi, venne istituito, durante la Seconda guerra mondiale, il 3 marzo 1944, insieme all'Ordine di Ušakov, cui è secondo per importanza, ed è equivalente nell'Armata Rossa, all'Ordine di Kutuzov.
| Insegne (dal 1944 al 1991) | Insegne (dal 1944 al 1991) |
| -------------------------- | -------------------------- |
|                            |                            |
| Nastri                     |                            |
| II Classe                  | I Classe                   |

| Insegne (dal 1992 al 2010) | Insegne (dal 1992 al 2010) |
| -------------------------- | -------------------------- |
|                            |                            |
| Nastri                     |                            |
| II Classe                  | I Classe                   |

## Assegnazione
Fino al crollo dell'Unione Sovietica furono 82 le onorificenze di I Classe concesse, comprese quelle concesse a formazioni navali e 469 le onorificenze di II Classe concesse, comprese quelle concesse a due unità navali. L'Ordine è stato mantenuto dalla Federazione Russa.